# 士壹
士壹，蒼梧廣信人，東漢政治人物。士燮的弟弟。

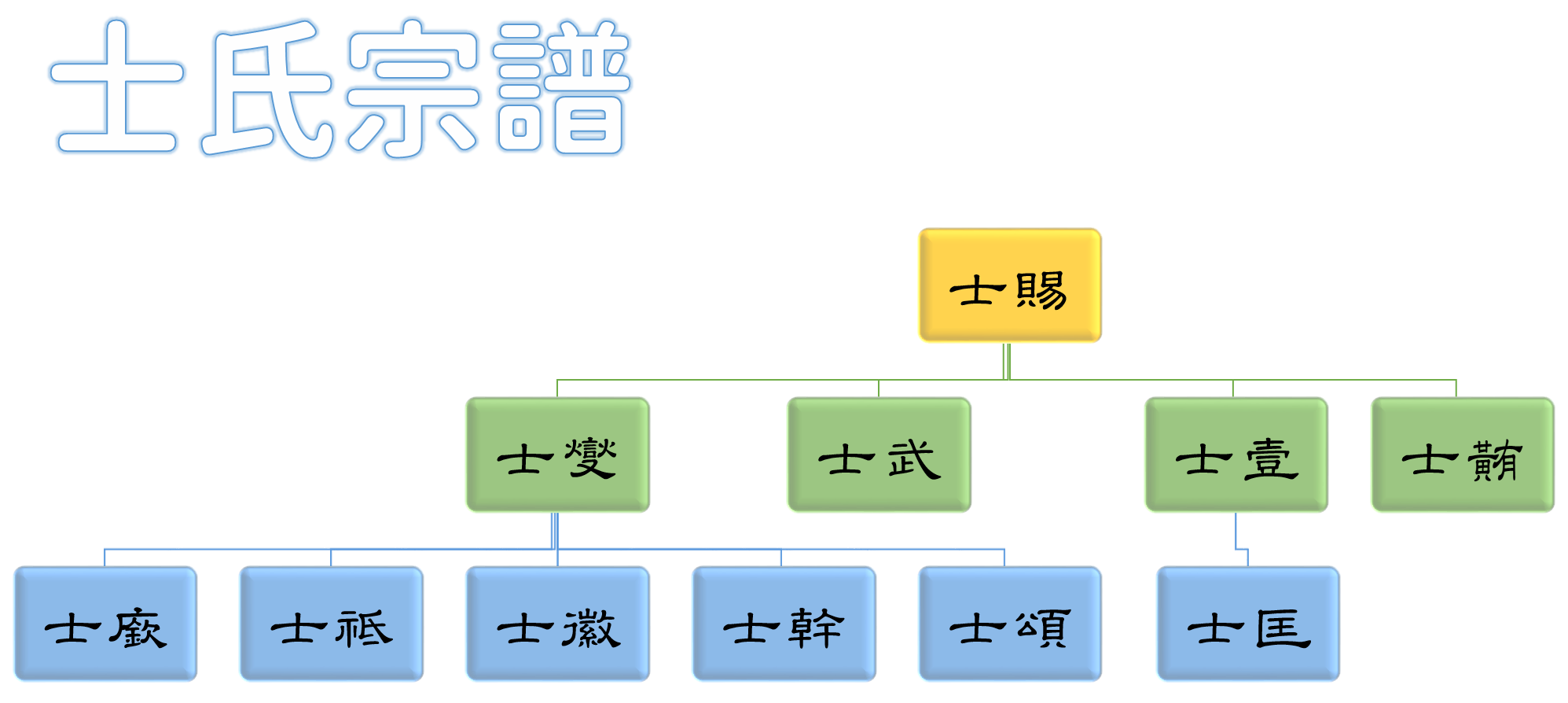
士氏的家譜

士壹初為督郵，刺史丁宮出征。士壹隨隊出發，丁宮感動，臨別謂曰：「刺史若待罪三事，當相辟也。」其後丁宮官至司徒，丁宮安排士壹在旁任職，可惜士壹到達長安時，丁宮已被罷免，但仍被繼任的黃琬禮遇。日後董卓作亂，壹出逃返鄉。及交州刺史朱符被殺，州郡擾亂。士燮任命士壹為合浦太守。
士燮死後，其三子士徽抵抗孫吳失敗，士壹一族被孫權免為庶人，幾年後與弟弟士䵋遭到坐法處死。

## 家屬
- 父 賜
- 兄 士燮
- 弟 士䵋
- 弟 士武
- 子 士匡
- 侄 士廞
- 侄 士祗
- 侄 士徽
- 侄 士幹
- 侄 士頌